# Воскресенський В'ячеслав Костянтинович
В'ячеслав Костянтинович Воскресенський (рос. Вячеслав Константинович Воскресенский; 22 жовтня 1948) — радянський і російський актор театру і кіно.

## Біографія
В'ячеслав Воскресенський народився в Тюмені в родині міліціонера. Був старшим з чотирьох дітей. З раннього дитинства виявляв здібності. Дебютував в 1957 році в спектаклі "Кремлівські куранти", який був поставлений на сцені Тюменського театру. У 1969 році закінчив Свердловське театральне училище. Грав в телеспектаклях. З 1969 по 1971 рр. — служив актором у Челябінськом обласному драмтеатрі. З 1971 по 1975 рр. служив в театрах Златоуста, Тюмені, Тамбова, Рязані і Свердловська (нині Єкатеринбург).
У 1975 році дебютував в головній ролі у фільмі «Фініст — Ясний Сокіл». Під час зйомок був у дружніх стосунках з Пуговкіним. В інтерв'ю Комсомолці він зізнався: «Пуговкін змінив моє життя. Він часто давав поради, як правильно грати, і я прислухався до нього більше, ніж до режисера ». Роль Фініст прославила актора на всю країну і була найуспішнішою в його кар'єрі. Жінки-шанувальниці надсилали Воскресенському численні листи, газети часто брали інтерв'ю.
Після завершення зйомок і виходу фільму Воскресенський грав в Свердловському (нині Екатеринбургском) драмтеатрі. Амплуа актора було «герой-коханець». Але після жорсткої критики його звинуватили в профнепридатність і звільнили з театру.
У 1978 Воскресенський закінчив курси організаторів кіновиробництва при ВДІКу і відразу після закінчення влаштувався на Свердловську кіностудію. Там він працював директором по художнім фільмам. Працював з Ярополком Лапшиним, з Михайлом Глузьким. Але пізніше у нього і там виникли проблеми, і актор пішов працювати в міське похоронне бюро, де він став начальником відділу обслуговування. На цій посаді він пропрацював з 1979 по 1987 рік.
Після того як сильно захворіла мама, він продав свою квартиру в Свердловську, залишив посаду в похоронній фірмі і переїхав в рідну Тюмень. Там він підтримував матір і брав участь у відкритті дитячого і молодіжного театру «Ангажемент» (1994). Незабаром родичі приватизували його квартиру в Тюмені, не залишивши йому і частки. Воскресенський спробував відновити справедливість через суд, але не зміг нічого добитися і поїхав в Єкатеринбург.
Після судових розглядів і пережитих хвилювань його почали долати хвороби і старі травми. У 2000 Воскресенський влаштувався на роботу культорганізатором в клубі єкатеринбурзького госпіталю ветеранів воєн, де він до цього перебував на лікуванні. У 2011 році переїхав до м Красноуральск Свердловської області. Спробував відкрити театральну студію при місцевому Палаці Культури. З 2013 року тісно співпрацює з Центром творчого розвитку «Твоє Настрій», де веде заняття з акторської майстерності, а також бере участь у багатьох проектах центру.
Взяв участь у програмі «Сьогодні ввечері». Випуск був показаний 14 червня 2014 року.
В грудні 2014 підтримав ЛНР, відвідавши Луганськ і зустрівшись зі студентами Луганської державної академії культури і мистецтв імені Михайла Матусовського.